# Provaglio Val Sabbia
Provaglio Val Sabbia (Proai in dialetto bresciano) è un comune italiano di 853 abitanti della provincia di Brescia in Lombardia. Situato nella Val Sabbia, il comune appartiene alla Comunità montana della Valle Sabbia.

## Storia
La storia di Provaglio Val Sabbia segue le vicende dei comuni confinanti, si caratterizza per l'assenza di ogni forma di fortificazione e si identifica sin dal secolo VIII (secondo altre fonti il VI) nella sua Pieve: denominata «Ple(b)s Provalei Inferioris» (pieve di Provaglio Inferiore), è dedicata fin dalle sue origini ai due santi Quirico e Giuditta, la sua giurisdizione si estendeva fino a Pavone Chiese, comprendendo Sabbio, Barghe e Preseglie. Ma già al tempo dei Romani vi furono sicuri insediamenti, infatti nel 1959 durante alcuni lavori ci fu il ritrovamento di una tomba risalente a tale epoca. In tempi antichi ed in epoca romana i monti furono utilizzati per l'estrazione di minerali argentiferi e di rame, lo sfruttamento delle miniere cessò gradualmente nel XVI secolo per la concorrenza di altri giacimenti più ricchi.

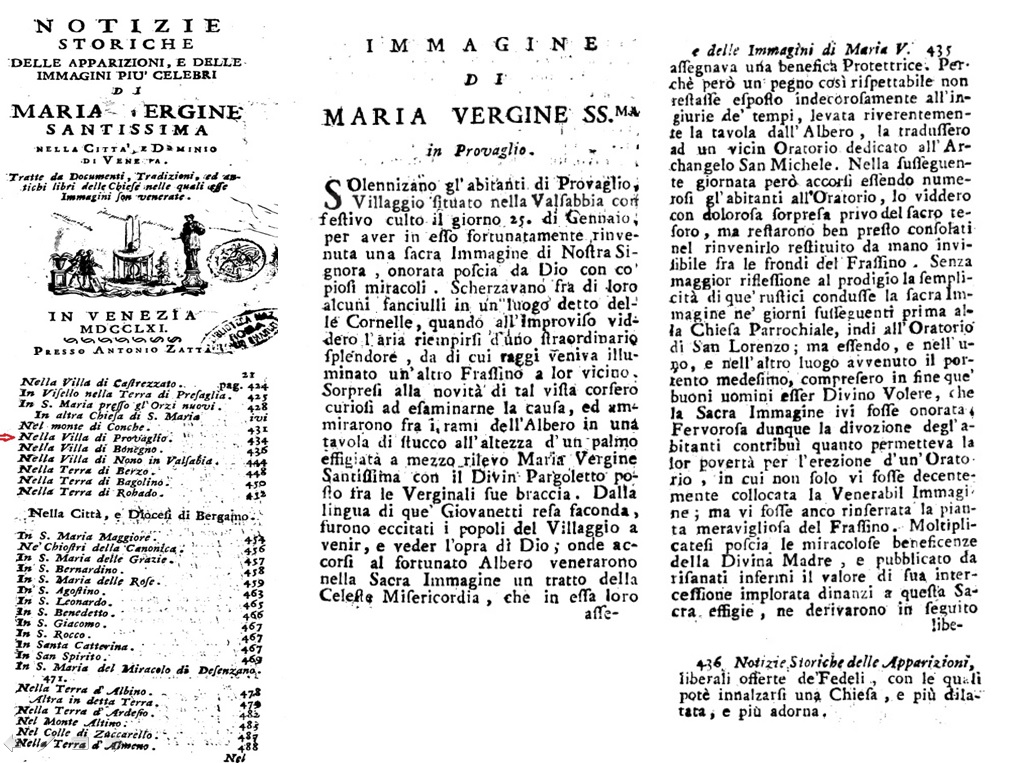

Il territorio fu prima di proprietà del monastero benedettino di Leno che sviluppò notevolmente le attività agricole, nel 1337 circa divenne possedimento dei Visconti e dal 1427 al 1797 passò sotto il dominio della Repubblica Veneta. Nel XVII secolo venne eretto il Santuario della Madonna delle Cornelle in località Livrio sul luogo dove fu ritrovata un'immagine miracolosa. Al dominio della Serenissima subentrò, nel 1797, il dominio francese e la Valle Sabbia venne divisa in Dipartimenti e in Distretti. Provaglio Sopra e Provaglio Sotto furono inclusi nel Dipartimento del Benaco. Alla caduta di Napoleone il territorio ritornò sotto il dominio austriaco, la Valle Sabbia venne divisa in due distretti amministrativi e i due Provaglio vennero inclusi in quello di Preseglie. Nel giugno del 1859 Provaglio entrò a far parte del Regno d'ltalia.
Con regio decreto 26 aprile 1928, n. 1070, furono soppressi i comuni di Provaglio Sopra e di Provaglio Sotto i quali vennero aggregati nell'unica municipalità di Provaglio. Qualche mese dopo, con regio decreto 13 novembre 1928, n. 2764, la denominazione del nuovo comune fu tramutata in Provaglio Val Sabbia.
Nel 1930 nacque a Provaglio Val Sabbia Mario Tonni, unico ammiraglio della Val Sabbia nella storia della Marina Militare, scomparso nel 2005, cui nel maggio 2011 è stato intitolato il Porto del Lago d'Idro a Crone nel comune di Idro Val Sabbia.
Il 5 marzo 1945 avvenne l'eccidio di dieci partigiani della 7ª Brigata Matteotti, fucilati dalle Brigate Nere in località Cesane, dopo essere stati catturati in seguito ad uno scontro a fuoco sul Monte Besume. “Dieci eroi della Resistenza che per la libertà del paese hanno sacrificato la loro stessa vita” sta scritto sul cippo di marmo che ricorda i loro nomi: Amilcare Baronchelli, Arnoldo Bellini, Angelo Bruno Cocca, Luigi Cocca, Teodoro Copponi, il belga Pierre Lanoy, Alfredo Poli, Gaetano Resa, Domenico Signori e Ferruccio Vignoni. Questo fatto è commemorato ogni anno la prima domenica di marzo presso il cippo commemorativo di Cesane e l'ultima domenica di maggio presso la chiesetta sul Monte Besume situata ad un'altitudine di 1100 m.
Il 4 luglio 2010 Provaglio Val Sabbia accolse il cardinale Giovanni Battista Re (giunto per celebrare cresime e prime comunioni e per inaugurare il busto di Papa Paolo VI realizzato dallo scultore locale Massimo Pasini).

### Simboli
Lo stemma è stato approvato con delibera comunale del 9 novembre 1988 e concesso con decreto del presidente della Repubblica del 3 febbraio 1989.
Il gonfalone è un drappo di giallo.

## Monumenti e luoghi d'interesse

### Architetture religiose
Il territorio di Provaglio Val Sabbia si caratterizza per i numerosi luoghi di culto.

#### Santuario della Madonna delle Cornelle a Livro (XVII sec.)
Situato in posizione dominante la conca sottostante la tradizione vuole che un gruppo di fanciulli, mentre giocavano, furono abbagliati da un fascio di luce improvvisa che andò a depositarsi sopra un antico frassino. I ragazzi si arrampicarono sull'albero e vi trovarono una tavola di stucco raffigurante la Vergine Santa con il Bambino Gesù fra le braccia. La popolazione si affrettò a portare tale immagine alla chiesa di San Michele, ma quando il giorno dopo entrarono in chiesa per pregare la vergine miracolosa, non vi trovarono il quadro, che ritrovarono al frassino. Fecero vanamente vari tentativi di riporre l'immagine nella chiesa parrocchiale, ma la tavola veniva sempre ritrovata sul frassino. Si decise quindi di costruirvi un santuario e nel 1611 veniva aggiunto un campanile. La Madonna da parte sua svolse funzione di protezione sul paese dall'invasione dei Francesi e dei Germanici, per questo l'edificio è ex voto suscepto alla stessa. Nel 1758 fu aggiunto un porticato a cavallo della strada. La cupola sormontata da un proporzionato lucernario è sostenuta da quattro coppie di colonne. Nella nicchia posta sull'unico altare è deposta l'immagine miracolosa e i quattro evangelisti sono dipinti ai lati dell'edificio
.

#### Parrocchia di Santa Maria Assunta in Cedessano (XVIII)
Già sede di Pieve, della chiesa primitiva non rimane nulla, vi sono alcuni resti forse romanici nell'affresco sull'angolo esterno dell'attuale sagrestia e certe incavature del campanile, che segnano la posizione, la misura del primitivo edificio. Iniziata nel 1779 da don Giambattista Gazzaroli, fu terminata nel 1816 e consacrata nel 1919. L'esterno è semplice e lineare, ma l'interno è ampio e sontuoso di un tardo barocco che già annunciava il classicismo avanzante. L'altare maggiore in marmo è dominato da una bella tela raffigurante l'Assunta, la chiesa ha quattro altari laterali dedicati ai SS. Apostoli, Madonna del Rosario, S. Giuseppe e S. Rocco.

#### Parrocchia di San Michele a Livro (XVII sec.)
Molto bella ed elegante domina da un appoggio tutta la valle. Particolarmente prezioso per marmi ed intarsi è l'altare maggiore la cui interessante pala raffigura la Madonna in gloria con S. Michele che pesa le anime nelle bilance. Notevoli sono anche le tele dei due altari laterali, quello di destra raffigura la Madonna delle Cornelle, sull'altare di sinistra vi è una tela dell'ultima cena. Di buon effetto sono gli affreschi che coprono il presbiterio e parte della navata. Nella calotta del presbiterio vi è l'esaltazione del Nome di Gesù con ai quattro lati gli Evangelisti. Sul lato sinistro, sempre nel presbiterio, è raffigurata la caduta della manna, firmata da Pietro Melzani (7.10.1950), sul lato destro, sempre dello stesso autore, è raffigurata la moltiplicazione dei pani. Un bel confessionale è opera della bottega di Bonomi di Avenone (1709). Le campane furono fuse da Giovanni Crespi di Crema nel 1849.

#### Chiesa di San Lorenzo ad Arveaco
Nella frazione di Provaglio di Sopra, la chiesetta ricorda probabilmente la diaconia dipendente dell'antica Pieve di Provaglio. L'esterno è molto semplice e l'interno è dominato da un altare sul quale sta una pala che raffigura San Lorenzo e santo stefano con san Michele arcangelo e una Madonna col Bambino. Oltre alla soasa in legno ornato, sono conservati dei piccoli teliquiari in legno dorato, molto antichi, di artigianato locale. La chiesa fu completamente restaurata nel 1946 sotto la guida del parroco don Bruno Belli e con l'opera del pittore Trainini.

#### Chiesa di San Francesco in Barnico (XVII sec.)
Su una precedente Santella venne costruita intorno al 1646 e consacrata nel 1684. Fra il 1703 ed il 1759 furono effettuati ulteriori ampliamenti tra cui la sacrestia ed il rifacimento del campanile. Nel 1982 fu restaurato ad opera di Don Arturo Viani.

#### Chiesa San Antonio da Padova a Mastanico (XVIII sec.)
Fu eretta nel 1722 con il contributo della popolazione, e terminata nel 1736. È un edificio ad un solo altare, di marmo intarsiato e con una bella pala che, raccolta in una elegante soasa, raffigura l'immacolata, venerata da S. Antonio da Padova, S. Filippo Neri, S. Francesco di Paola.

#### Santuario della Madonna del Ronchino a Cesane (XVIII sec.)
Dedicato alla presentazione di Maria SS. al Tempio, venne eretto dal 1703 al 1712 ai piedi del dosso del Ronchino, su una precedente cappella di inizio '600. Fu successivamente aggiunta la sagrestia e nel 1725 il campanile.

#### Santuario della Madonna di Trobbiaco (XVIII sec.)
Fu originato da una Santella sulla strada per Barnico e Provaglio Sopra e fu completato nel 1720. Dopo la metà del XX secolo venne sconsacrato ed adibito prima a cinema e poi a palestra.

#### Chiesetta sul Monte Besume
Situata a 1.100 m sulla vetta della medesima montagna, i lavori per la sua realizzazione sono iniziati nel 1965 e terminati nel 1972 a cura del locale Gruppo Alpini. Ricorda i caduti di tutte le guerre e i dieci partigiani trucidati nel 1945. La gestione e la manutenzione è affidata al Comitato Monte Besume.

## Società
Nel dopo guerra un graduale abbandono dell'attività agricola sempre più insufficiente a garantire un reddito adeguato ai tempi, fu il motivo scatenante di un'emigrazione verso le industrie dei paesi limitrofi. L'agricoltura sopravvive molto marginalmente.

### Evoluzione demografica
Abitanti censiti

## Cultura

### Eventi
- Festa decennali della Madonna delle Cornelle: si tiene ogni 10 anni, l'immagine raffigurante la Madonna delle Cornelle, solitamente conservata nell'omonimo Santuario, viene portata in processione e all'interno del territorio della Parrocchia di S. Michele, nelle frazioni di Livrio ed Arveaco, in segno di devozione a SS. le strade e le case vengono addobbate a festa con fiori e archi. L'ultima festa decennale si è tenuta da sabato 31 agosto a domenica 8 settembre 2019.
- Festa decennali di S. Maria Assunta: si tiene ogni 10 anni, la statua di S. Maria Assunta, solitamente conservata nell'omonima Parrocchia viene portata in processione all'interno del territorio della Parrocchia di S. Maria Assunta, in segno di devozione a SS. le strade e le case vengono addobbate a festa con fiori e archi. L'ultima festa decennale si è tenuta nel 2018.
- Commemorazione sul monte Besume: si tiene ogni anno nell'ultima domenica di maggio presso la chiesetta eretta sulla cima del Monte Besume, termina con l'evento conviviale in località Prà de Ruca, è organizzata dal Gruppo Monte Besume in collaborazione con le locali sezioni Alpini ed ANPI. Si ricordando i caduti di tutte le guerre e l'eccidio dei dieci partigiani della settima Brigata Matteotti.
- Commemorazione dei Partigiani caduti il 5 marzo 1945: viene organizzata ogni anno dal gruppo ANPI e si svolge la prima domenica successiva al 5 marzo (o il 5 marzo stesso) a Cesane, presso il cippo dove furono fucilati i partigiani della Settima Brigata Matteotti.
- Festa del "Dos de Crus": organizzata l'ultima domenica di aprile dal Gruppo Alpini di Provaglio VS, è una tradizionale sfilata per le vie di Cedessano fino a raggiungere la Croce eretta sulla strada che porta al Monte Colmo, in ricordo dei sacrifici degli alpini e della gente di montagna.

## Amministrazione
| Periodo        | Periodo        | Primo cittadino    | Partito      | Carica      | Note                 |
| -------------- | -------------- | ------------------ | ------------ | ----------- | -------------------- |
| 24 aprile 1985 | 14 giugno 1999 | Ermano Pasini      | CCD          | Sindaco     |                      |
| 14 giugno 1999 | 11 maggio 2001 | Cesare Pasini      | lista civica | Sindaco     | [ 12 ] [ 13 ]        |
| 11 maggio 2001 | 28 maggio 2002 | Carmelo Bellissima |              | Commissario | [ 14 ]               |
| 28 maggio 2002 | 7 maggio 2012  | Ermano Pasini      | lista civica | Sindaco     | [ 15 ] [ 16 ] [ 17 ] |
| 7 maggio 2012  | 12 giugno 2017 | Marco Venturini    | lista civica | Sindaco     | [ 18 ] [ 19 ]        |
| 12 giugno 2017 | in carica      | Massimo Mattei     | lista civica | Sindaco     | [ 20 ] [ 21 ]        |

Nelle elezioni amministrative dell'11 giugno 2017 sono stati assegnati in consiglio comunale solo 7 seggi sui 10 disponibili per mancanza di candidati sufficienti nelle liste.

## Associazioni
Numerose associazioni arricchiscono il tessuto sociale di Provaglio Val Sabbia, promuovendo varie attività sportive, ricreative e sociali.